# アンドレア・チェザルピーノ

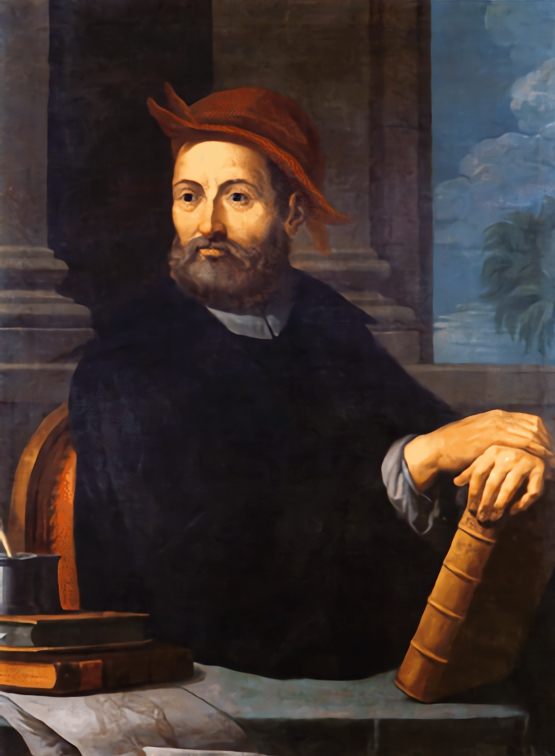
アンドレア・チェザルピーノ

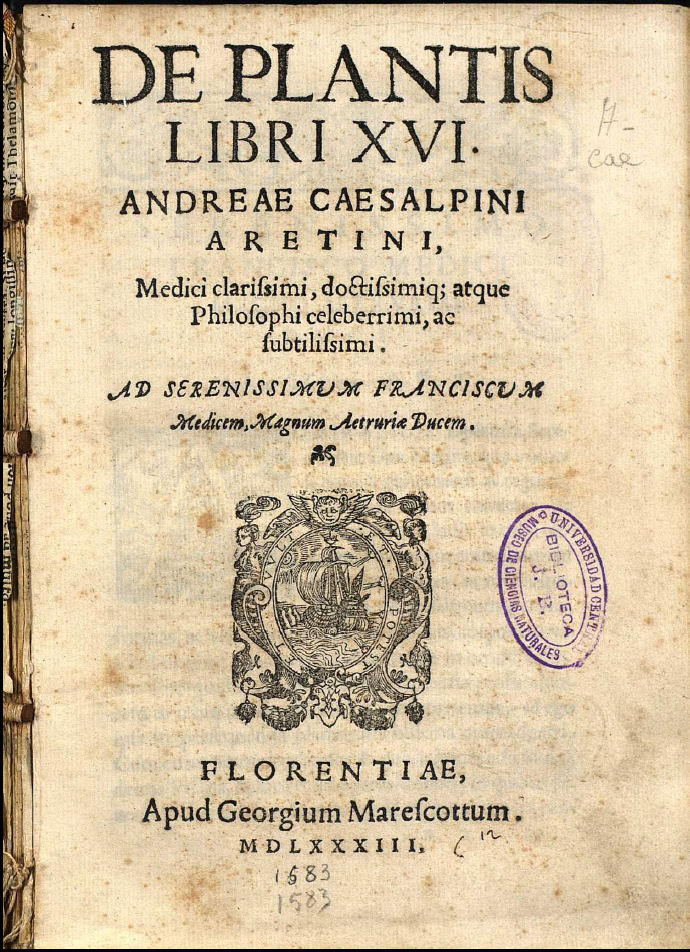
『植物分類体系』
（原題:『DE PLANTIS』）

アンドレア・チェザルピーノ（Andrea Cesalpino、ラテン語:Andreas Cæsalpinus、1519年頃、あるいは1524年、1525年頃 - 1603年2月23日）は、イタリアトスカーナ州アレッツォ県アレッツォ出身の植物学者、哲学者、医師。主著には1583年に著された全16巻からなる『植物分類体系』がある。
今日ではジャケツイバラの学名（Caesalpinia decapetala ）の由来にもなっている。

## 経歴
パドヴァ大学、ピサ大学で哲学と医学を学び、1551年に医師となる。
後にピサ大学の医学、植物学教授となり、ピサ大学の植物園長を務め、また、ローマ・ラ・サピエンツァ大学の教授も務めた。
植物学者としてのチェザルピーノは植物（特に花と果実）を高さで分類し、分類学の先駆者でもあった。
哲学者としては古代ギリシアの哲学者アリストテレスの霊魂論の影響を受け、受精器官に基づく分類体系を考案した。
医師としては血液が心臓の右部分から肺に行き、肺から心臓の左部分へ運ばれると考え、これを循環と呼んだ。
そのためイギリスの解剖学者、医師で血液循環説を唱えたウイリアム・ハーベーより先に血液循環を発見したとされるが、定かではない
チェザルピーノは哲学、植物学を活かし、1583年に全16巻からなる『植物分類体系』を著し、スウェーデンの植物学者であるカール・フォン・リンネ、イギリスの博物学者であるジョン・レイに大きな影響を与えた。
晩年の1592年からはローマ教皇であるクレメンス8世の侍医を務めた。
1603年2月23日、ローマで亡くなる。